# Calodexia globosa
Calodexia globosa là một loài ruồi trong họ Tachinidae.